# برج‌های دفاعی کایپینگ

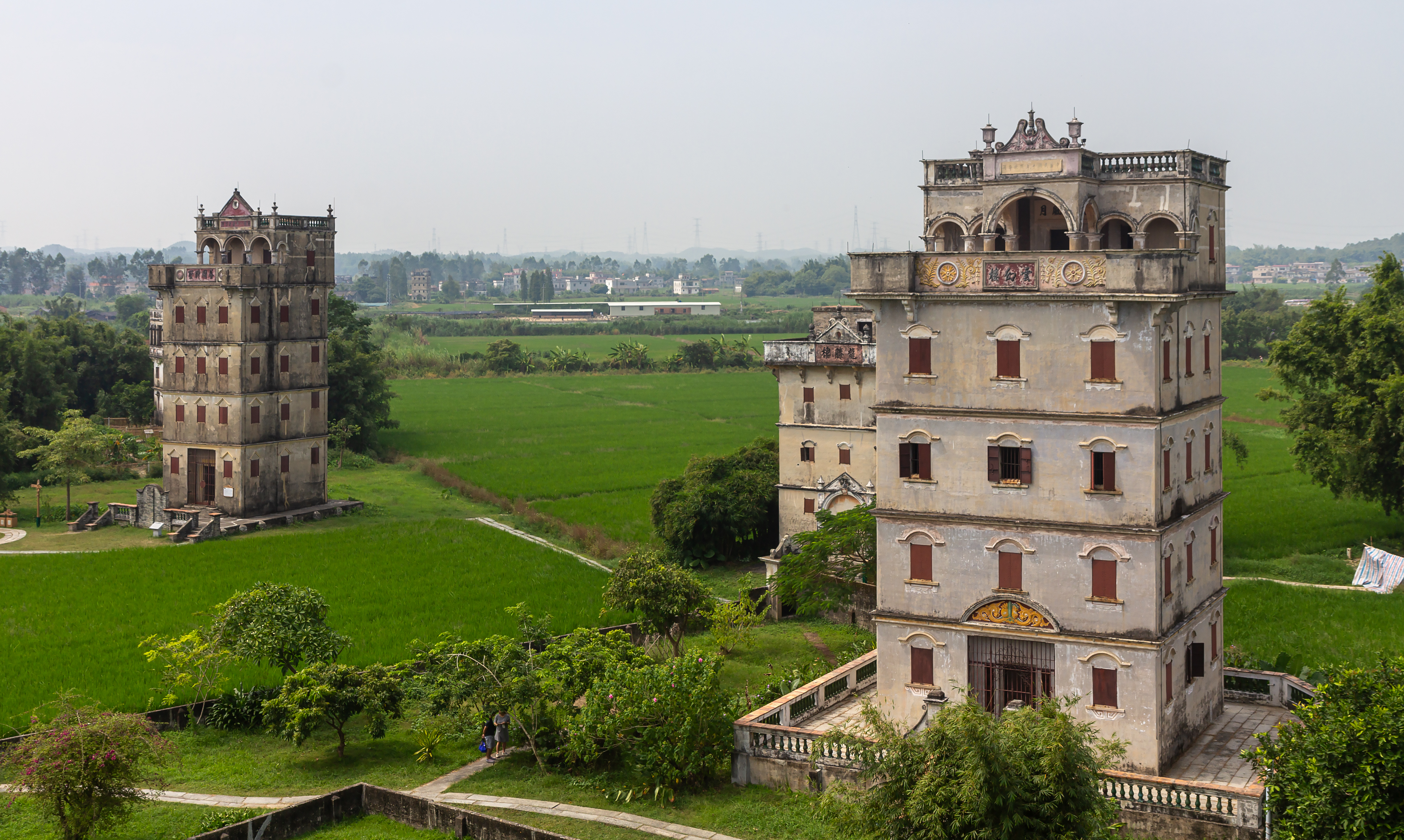

برج‌های کاپینگ و روستاها به خاطر برج‌های قلعه‌ای و روستاهای مرتبط با آن شناخته شده‌اند و در روستاهای گوانگ‌دونگ، ژیانگمن، کایپینگ واقع شده‌اند. در حال حاضر، ۱۸۳۳ برج قلعه‌ای در این منطقه باقی مانده است. برج‌های کاپینگ و روستاها در سال ۲۰۰۷ به عنوان میراث جهانی معرفی شدند. این منطقه شامل چهار سایت میراث جهانی از جمله برج یینگ‌لونگ در روستای سه‌من‌لی، گروه روستای ماجیانگ‌لونگ، روستای زی‌لی و برج فانگ‌شی‌دنگ‌لو، و روستای جین‌جیانگ‌لی است. برج‌های کاپینگ در سال ۲۰۰۱ در فهرست پنجمین مجموعه آثار ملی تحت حفاظت ویژه قرار گرفتند. همچنین، منطقه گردشگری فرهنگی برج‌های کاپینگ در سال ۲۰۲۰ به عنوان منطقه گردشگری 5A ملی شناخته شد.

## تاریخ

### اوایل
از زمان دودمان مینگ، به دلیل سیلاب‌ها و تهدیدات دزدی، مردم منطقه کاپینگ شروع به ساخت برج‌های قلعه‌ای کردند. اما تا پیش از جنگ‌های تریاک، تعداد برج‌ها هنوز چندان زیاد نبود.

### اوج شکوفایی
در اواسط قرن نوزدهم، با توسعه غربی ایالات متحده آمریکا و کانادا، از جمله بحران طلا و نیاز به نیروی کار خارجی برای ساخت راه‌آهن، و همچنین شیوع درگیری‌های داخلی در منطقه کاپینگ، که منجر به تشدید وضعیت معیشتی مردم شد، تعداد زیادی از کشاورزان به قاره آمریکا مهاجرت کردند و به این ترتیب تعداد زیادی از کارگران چینی از کاپینگ به ایالات متحده و کانادا رفتند. در دهه ۱۸۸۰، با آغاز اجرای سیاست‌های چینی‌ستیزی در آمریکا و کانادا، قوانین جدید باعث شد که بسیاری از کارگران چینی مجبور به بازگشت به وطن و خرید زمین، ساخت خانه و ازدواج شوند. از اواخر قرن نوزدهم تا اوایل دهه ۱۹۲۰، با رشد سریع اقتصاد آمریکا و کانادا، درآمد کارگران چینی و ارسال پول به کاپینگ به‌طور چشمگیری افزایش یافت که شرایط اقتصادی را برای ساخت گسترده برج‌های قلعه‌ای فراهم کرد. بین سال‌های ۱۹۰۰ تا ۱۹۳۱، در مجموع ۱۶۴۸ برج قلعه‌ای در کاپینگ ساخته شد که ۸۹٫۹ درصد از کل برج‌ها را تشکیل می‌دهد؛ به ویژه در سال‌های ۱۹۲۱ تا ۱۹۳۱، ۹۴۰ برج ساخته شد که ۵۱٫۲ درصد از کل برج‌ها بود. علاوه بر این، به دلیل شیوع دزدی‌های محلی و جنگ‌های متعدد جمهوری چین، سرقت‌ها و دزدی‌ها به‌طور مکرر رخ می‌داد و از سال ۱۹۱۲ تا ۱۹۲۶، مدارس چندین بار توسط دزدان غارت شدند و صدها معلم و دانش‌آموز به اسارت درآمدند؛ به همین دلیل، برج‌های قلعه‌ای که برای مقابله با سیلاب و دزدی ساخته شده بودند، مورد توجه چینی‌های مهاجر قرار گرفتند و در نتیجه ساخت آن‌ها به شدت افزایش یافت، به طوری که در اوج زمان به بیش از ۳۰۰۰ برج رسید.

### دوره رکود
در دهه ۱۹۴۰، با کاهش محدودیت‌های مهاجرت به آمریکا و کانادا، بسیاری از چینی‌ها با خانواده‌های خود به هم پیوستند و ساخت برج‌های قلعه‌ای به تدریج کاهش یافت و در نهایت متوقف شد. آخرین برج قلعه‌ای که در کاپینگ ساخته شد، برج «جان لو» در روستای ژی تانگ از بخش چی‌کان در سال ۱۹۴۹ بود. گزارش‌ها نشان می‌دهند که بین سال‌های ۱۹۴۳ تا ۱۹۴۹، تنها ۷ برج قلعه‌ای در کاپینگ ساخته شد که ۰٫۳ درصد از کل برج‌ها را تشکیل می‌دهد.

### دوره حفاظت
در ژوئن ۲۰۰۱، برج‌های کاپینگ توسط شورای دولتی جمهوری خلق چین به عنوان پنجمین مجموعه آثار ملی تحت حفاظت ویژه در فهرست آثار تاریخی قرار گرفت.
در فوریه ۲۰۰۰، دولت چین اقدام به معرفی برج‌های کاپینگ به عنوان میراث جهانی فرهنگی کرد. در همان سال، گروهی برای ثبت این میراث تشکیل شد. در تاریخ ۲ تا ۳ مارس ۲۰۰۶، کارشناسان یونسکو از برج‌های کاپینگ بازدید کردند و در ۱۵ تا ۱۸ سپتامبر همان سال، ارزیابی‌هایی توسط متخصص لو گوان‌یو از برج‌های کاپینگ انجام شد. در ژانویه ۲۰۰۷، در نشست ارزیابی کارشناسان ایکوموس که در پاریس برگزار شد، درخواست ثبت این برج‌ها به عنوان میراث جهانی با موفقیت تصویب شد. در تاریخ ۲۸ ژوئن ۲۰۰۷، در نشست بیست و یکمین کنفرانس جهانی میراث در نیوزیلند، برج‌های کاپینگ به‌طور رسمی در فهرست میراث جهانی ثبت شدند و به عنوان ۳۵امین میراث جهانی چین و نخستین میراث جهانی فرهنگی در گوانگ‌دونگ شناخته شدند.
در سال ۲۰۱۳، منطقه گردشگری فرهنگی برج‌های کاپینگ تأسیس و به عنوان منطقه گردشگری 5A ملی معرفی شد. در ۲۵ دسامبر ۲۰۲۰، وزارت فرهنگ و گردشگری چین منطقه گردشگری فرهنگی برج‌های کاپینگ را به عنوان منطقه گردشگری ملی 5A ارزیابی کرد.

## ویژگی‌ها
این ویژگی‌ها ترکیب معماری شرقی و غربی را نشان می‌دهند و شامل سبک‌های مختلفی چون معماری یونان باستان، تاریخ معماری روم باستان و معماری اسلامی است.

## فهرست آثار ملی مهم در فهرست حفاظت شده
بعضی از برج‌های دیده‌بانی در سال ۲۰۰۱ به عنوان آثار ملی مهم در فهرست حفاظت شده معرفی شدند و در مجموع ۳۵ مورد از آن‌ها در این فهرست قرار دارند.
| شماره | نام                            | تصویر                | سال                                                             | آدرس                                                                   | مختصات                                                          | توضیحات |
| ----- | ------------------------------ | -------------------- | --------------------------------------------------------------- | ---------------------------------------------------------------------- | --------------------------------------------------------------- | ------- |
| 1     | برج فانگ شی دانگ               |                      | جمهوری چین (۱۹۲۰)                                               | شهرستان کاپینگ، دهکده ژای چی، منطقه تانگ کو                            | ۲۲°۲۱′۵۶″شمالی ۱۱۲°۳۴′۱۹″شرقی / ۲۲٫۳۶۵۶۰۰°شمالی ۱۱۲٫۵۷۱۹۵۶°شرقی |         |
| 2     | منزل گوان شان جی لو            |                      | جمهوری چین                                                      | شهرستان کاپینگ، منطقه تانگ کو، روستای چیانگ یایا                       | ۲۲°۲۲′۳۶″شمالی ۱۱۲°۳۴′۲۷″شرقی / ۲۲٫۳۷۶۵۴۹°شمالی ۱۱۲٫۵۷۴۲۰۶°شرقی |         |
| 3     | منزل لان شان جی لو             |                      | جمهوری چین، سال ۱۹۳۶                                            | شهرستان کاپینگ، منطقه تانگ کو، روستای چیانگ یایا                       | ۲۲°۲۲′۳۷″شمالی ۱۱۲°۳۴′۲۶″شرقی / ۲۲٫۳۷۶۹۰۸°شمالی ۱۱۲٫۵۷۳۸۶۳°شرقی |         |
| 4     | ویلای یاو گوان                 |                      | جمهوری چین، سال ۱۹۲۳                                            | شهرستان کاپینگ، منطقه تانگ کو، روستای چیانگ یایا                       | ۲۲°۲۲′۳۸″شمالی ۱۱۲°۳۴′۲۲″شرقی / ۲۲٫۳۷۷۱۹۲°شمالی ۱۱۲٫۵۷۲۸۳۸°شرقی |         |
| 5     | ویلای یانگ شیان                |                      | جمهوری چین، سال ۱۹۱۹                                            | شهرستان کاپینگ، منطقه تانگ کو، روستای چیانگ یایا                       | ۲۲°۲۲′۳۸″شمالی ۱۱۲°۳۴′۲۴″شرقی / ۲۲٫۳۷۷۲۳۰°شمالی ۱۱۲٫۵۷۳۳۴۲°شرقی |         |
| 6     | برج لانگ شان                   |                      | جمهوری چین، سال ۱۹۱۷                                            | شهرستان کاپینگ، منطقه تانگ کو، روستای چیانگ یایا                       | ۲۲°۲۲′۳۹″شمالی ۱۱۲°۳۴′۲۵″شرقی / ۲۲٫۳۷۷۵۳۶°شمالی ۱۱۲٫۵۷۳۵۶۸°شرقی |         |
| 7     | برج جیان آن لو، روستای ژی لی   |                      | جمهوری چین، سال ۱۹۲۲                                            | شهرستان کاپینگ، منطقه تانگ کو، روستای چیانگ یایا                       | ۲۲°۲۲′۴۱″شمالی ۱۱۲°۳۴′۲۵″شرقی / ۲۲٫۳۷۷۹۸۶°شمالی ۱۱۲٫۵۷۳۵۸۹°شرقی |         |
| 8     | برج آن لو، روستای ژی لی        | جمهوری چین، سال ۱۹۲۶ | ۲۲°۲۲′۴۱″شمالی ۱۱۲°۳۴′۲۵″شرقی / ۲۲٫۳۷۸۰۴۰°شمالی ۱۱۲٫۵۷۳۶۶۴°شرقی | شهرستان کاپینگ، منطقه تانگ کو، روستای چیانگ یایا                       |                                                                 |         |
| 9     | برج یون هو                     |                      | جمهوری چین، سال ۱۹۲۱                                            | شهرستان کاپینگ، منطقه تانگ کو، روستای چیانگ یایا                       | ۲۲°۲۲′۳۹″شمالی ۱۱۲°۳۴′۲۶″شرقی / ۲۲٫۳۷۷۵۲۵°شمالی ۱۱۲٫۵۷۳۹۰۶°شرقی |         |
| 10    | برج مین شی لو                  |                      | جمهوری چین، سال ۱۹۲۵                                            | شهرستان کاپینگ، منطقه تانگ کو، روستای چیانگ یایا                       | ۲۲°۲۲′۳۹″شمالی ۱۱۲°۳۴′۲۸″شرقی / ۲۲٫۳۷۷۳۷۵°شمالی ۱۱۲٫۵۷۴۳۷۸°شرقی |         |
| 11    | منزل یه شیان                   |                      | جمهوری چین، سال ۱۹۳۰                                            | شهرستان کاپینگ، منطقه تانگ کو، روستای چیانگ یایا                       | ۲۲°۲۲′۳۸″شمالی ۱۱۲°۳۴′۲۷″شرقی / ۲۲٫۳۷۷۰۹۰°شمالی ۱۱۲٫۵۷۴۲۵۴°شرقی |         |
| 12    | برج ژن آن لو                   |                      | جمهوری چین، سال ۱۹۲۵                                            | شهرستان کاپینگ، منطقه تانگ کو، روستای چیانگ یایا                       | ۲۲°۲۲′۳۸″شمالی ۱۱۲°۳۴′۲۹″شرقی / ۲۲٫۳۷۷۲۳۵°شمالی ۱۱۲٫۵۷۴۶۸۹°شرقی |         |
| 13    | برج ژو لین                     |                      | جمهوری چین، سال ۱۹۲۴                                            | شهرستان کاپینگ، منطقه تانگ کو، روستای چیانگ یایا                       | ۲۲°۲۲′۳۹″شمالی ۱۱۲°۳۴′۲۹″شرقی / ۲۲٫۳۷۷۴۹۸°شمالی ۱۱۲٫۵۷۴۶۵۷°شرقی |         |
| 14    | برج یی نونگ لو                 |                      | جمهوری چین، سال ۱۹۲۸                                            | شهرستان کاپینگ، منطقه تانگ کو، روستای چیانگ یایا                       | ۲۲°۲۲′۳۹″شمالی ۱۱۲°۳۴′۲۹″شرقی / ۲۲٫۳۷۷۴۶۶°شمالی ۱۱۲٫۵۷۴۶۰۳°شرقی |         |
| 15    | برج ژان لو                     |                      | جمهوری چین، سال ۱۹۴۸                                            | شهرستان کاپینگ، منطقه تانگ کو، روستای چیانگ یایا                       | ۲۲°۲۲′۳۵″شمالی ۱۱۲°۳۴′۳۰″شرقی / ۲۲٫۳۷۶۴۴۷°شمالی ۱۱۲٫۵۷۴۹۰۳°شرقی |         |
| 16    | توپ آنگولیا                    |                      | جمهوری چین، سال نهم (۱۹۲۰)                                      | شهرستان کاپینگ، منطقه تانگ کو، روستای چیانگ یایا                       | ۲۲°۲۲′۳۸″شمالی ۱۱۲°۳۴′۲۲″شرقی / ۲۲٫۳۷۷۲۰۳°شمالی ۱۱۲٫۵۷۲۸۹۲°شرقی |         |
| 17    | برج استقبال اژدها در سه‌من‌لی    |                      | دوران امپراتوری مینگ، سال‌های جiajing (1522-1566)                | شهر کاپینگ، منطقه چیکام، روستای لویانگ، کمیته دهی سه‌من‌لی               | ۲۲°۲۱′۳۲″شمالی ۱۱۲°۳۶′۴۷″شرقی / ۲۲٫۳۵۸۷۵۵°شمالی ۱۱۲٫۶۱۲۹۶۴°شرقی |         |
| 18    | برج رودخانه شرقی               |                      | جمهوری چین، سال هفدهم (۱۹۲۸)                                    | شهر کاپینگ، منطقه بایهه، روستای ماجیانگلونگ، کمیته دهی رودخانه شرقی    | ۲۲°۱۷′۱۵″شمالی ۱۱۲°۳۳′۵۳″شرقی / ۲۲٫۲۸۷۴۵۶°شمالی ۱۱۲٫۵۶۴۷۲۷°شرقی |         |
| 19    | خانه ایمان در روستای لونجیانگ  |                      | جمهوری چین، سال شانزدهم (۱۹۲۷)                                  | شهر کاپینگ، منطقه بایهه، روستای ماجیانگلونگ، کمیته دهی روستای لونجیانگ | ۲۲°۱۷′۰۰″شمالی ۱۱۲°۳۳′۵۴″شرقی / ۲۲٫۲۸۳۳۱۰°شمالی ۱۱۲٫۵۶۴۸۷۲°شرقی |         |
| 20    | برج خوشبختی در روستای لونجیانگ |                      | جمهوری چین، سال نهم (۱۹۲۰)                                      | شهر کاپینگ، منطقه بایهه، روستای ماجیانگلونگ، کمیته دهی روستای لونجیانگ | ۲۲°۱۷′۰۳″شمالی ۱۱۲°۳۳′۵۵″شرقی / ۲۲٫۲۸۴۲۸۱°شمالی ۱۱۲٫۵۶۵۱۹۴°شرقی |         |
| 21    | مین لو                         |                      | جمهوری چین، سال هفتم (۱۹۱۸)                                     | شهر کاپینگ، منطقه بایهه، روستای ماجیانگلونگ، کمیته دهی روستای لونجیانگ | ۲۲°۱۷′۰۶″شمالی ۱۱۲°۳۳′۵۱″شرقی / ۲۲٫۲۸۴۹۳۵°شمالی ۱۱۲٫۵۶۴۲۱۷°شرقی |         |
| 22    | گوان لو                        |                      | جمهوری چین، سال هفدهم (۱۹۲۸)                                    | شهر کاپینگ، منطقه بایهه، روستای ماجیانگلونگ، کمیته دهی نان‌آن           | ۲۲°۱۷′۱۹″شمالی ۱۱۲°۳۳′۵۴″شرقی / ۲۲٫۲۸۸۶۷۹°شمالی ۱۱۲٫۵۶۵۰۸۱°شرقی |         |
| 23    | ژن لو                          |                      | جمهوری چین، سال هفدهم (۱۹۲۸)                                    | شهر کاپینگ، منطقه بایهه، روستای ماجیانگلونگ، کمیته دهی نان‌آن           | ۲۲°۱۷′۱۸″شمالی ۱۱۲°۳۳′۵۱″شرقی / ۲۲٫۲۸۸۴۲۲°شمالی ۱۱۲٫۵۶۴۱۱۰°شرقی |         |
| 24    | خانه درخشان در روستای نان‌آن    |                      | جمهوری چین، سال هفدهم (۱۹۲۸)                                    | شهر کاپینگ، منطقه بایهه، روستای ماجیانگلونگ، کمیته دهی نان‌آن           | ۲۲°۱۷′۱۸″شمالی ۱۱۲°۳۳′۵۴″شرقی / ۲۲٫۲۸۸۳۱۵°شمالی ۱۱۲٫۵۶۴۹۳۱°شرقی |         |
| 25    | خانه رونق در روستای چینگ‌لین    |                      | جمهوری چین، سال بیست و پنج (۱۹۳۶)                               | شهر کاپینگ، منطقه بایهه، روستای ماجیانگلونگ، کمیته دهی روستای چینگ‌لین  | ۲۲°۱۷′۱۳″شمالی ۱۱۲°۳۳′۵۲″شرقی / ۲۲٫۲۸۶۸۴۵°شمالی ۱۱۲٫۵۶۴۴۷۰°شرقی |         |
| 26    | برج دروازه شمالی در چینگ‌لین    |                      | اوایل جمهوری چین                                                | شهر کاپینگ، منطقه بایهه، روستای ماجیانگلونگ، کمیته دهی روستای چینگ‌لین  | ۲۲°۱۷′۱۴″شمالی ۱۱۲°۳۳′۴۸″شرقی / ۲۲٫۲۸۷۱۰۳°شمالی ۱۱۲٫۵۶۳۳۸۶°شرقی |         |
| 27    | برج دروازه جنوبی در چینگ‌لین    |                      | اوایل جمهوری چین                                                | شهر کاپینگ، منطقه بایهه، روستای ماجیانگلونگ، کمیته دهی روستای چینگ‌لین  | ۲۲°۱۷′۰۶″شمالی ۱۱۲°۳۳′۴۸″شرقی / ۲۲٫۲۸۵۱۲۸°شمالی ۱۱۲٫۵۶۳۳۷۵°شرقی |         |
| 28    | خانه جونی در چینگ‌لین           |                      | جمهوری چین، سال بیست و پنج (۱۹۳۶)                               | شهر کاپینگ، منطقه بایهه، روستای ماجیانگلونگ، کمیته دهی روستای چینگ‌لین  | ۲۲°۱۷′۱۳″شمالی ۱۱۲°۳۳′۵۱″شرقی / ۲۲٫۲۸۶۹۳۶°شمالی ۱۱۲٫۵۶۴۲۷۱°شرقی |         |
| 29    | برج حفاظت                      |                      | جمهوری چین، سال چهاردهم (۱۹۲۵)                                  | شهر کاپینگ، منطقه بایهه، روستای ماجیانگلونگ، کمیته دهی روستای چینگ‌لین  | ۲۲°۱۷′۱۰″شمالی ۱۱۲°۳۳′۵۴″شرقی / ۲۲٫۲۸۶۰۱۳°شمالی ۱۱۲٫۵۶۵۰۶۵°شرقی |         |
| 30    | خانه لین                       |                      | جمهوری چین، سال بیست و پنج (۱۹۳۶)                               | شهر کاپینگ، منطقه بایهه، روستای ماجیانگلونگ، کمیته دهی روستای چینگ‌لین  | ۲۲°۱۷′۰۸″شمالی ۱۱۲°۳۳′۵۴″شرقی / ۲۲٫۲۸۵۶۲۲°شمالی ۱۱۲٫۵۶۵۰۱۱°شرقی |         |
| 31    | برج تیانلو در روستای یونگانگ   |                      | جمهوری چین، سال چهاردهم (۱۹۲۵)                                  | شهر کاپینگ، منطقه بایهه، روستای ماجیانگلونگ، کمیته دهی روستای یونگانگ  | ۲۲°۱۷′۲۳″شمالی ۱۱۲°۳۳′۵۲″شرقی / ۲۲٫۲۸۹۶۴۵°شمالی ۱۱۲٫۵۶۴۵۱۲°شرقی |         |
| 32    | برج حفاظتی در روستای یونگانگ   |                      | جمهوری چین، سال سیزدهم (۱۹۲۴)                                   | شهر کاپینگ، منطقه بایهه، روستای ماجیانگلونگ، کمیته دهی روستای یونگانگ  | ۲۲°۱۷′۲۷″شمالی ۱۱۲°۳۳′۵۴″شرقی / ۲۲٫۲۹۰۸۴۷°شمالی ۱۱۲٫۵۶۵۰۰۱°شرقی |         |
| 33    | برج شنگ‌فنگ                     |                      | جمهوری چین، سال هشتم (۱۹۱۹)                                     | شهر کاپینگ، منطقه شیانگان، روستای چانگل، کمیته دهی جینجیانگ            | ۲۲°۱۵′۴۶″شمالی ۱۱۲°۳۱′۱۴″شرقی / ۲۲٫۲۶۲۶۴۸°شمالی ۱۱۲٫۵۲۰۴۷۶°شرقی |         |
| 34    | برج جین‌جیانگ                   |                      | جمهوری چین، سال هفتم (۱۹۱۸)                                     | شهر کاپینگ، منطقه شیانگان، روستای چانگل، کمیته دهی جینجیانگ            | ۲۲°۱۵′۴۲″شمالی ۱۱۲°۳۱′۱۴″شرقی / ۲۲٫۲۶۱۶۸۰°شمالی ۱۱۲٫۵۲۰۵۹۴°شرقی |         |
| 35    | برج روئی‌شی                     |                      | جمهوری چین، سال دوازدهم (۱۹۲۳)                                  | شهر کاپینگ، منطقه شیانگان، روستای چانگل، کمیته دهی جینجیانگ            | ۲۲°۱۵′۴۳″شمالی ۱۱۲°۳۱′۱۵″شرقی / ۲۲٫۲۶۱۸۱۴°شمالی ۱۱۲٫۵۲۰۷۸۲°شرقی |         |